# Epitop

Schemat łączenia się przeciwciał (Ab) z epitopami (Ep) znajdującymi się na powierzchni antygenu (An)

Epitop, determinanta antygenowa – fragment antygenu łączący się bezpośrednio z wolnym przeciwciałem, receptorem limfocytu B lub receptorem limfocytu T.
Przykładowo, w bakterii Gram-ujemnej (antygenie) przeciwciała mogą wiązać się z jej białkami powierzchniowymi, rzęskami i lipopolisacharydami (epitopy na powierzchni antygenu). Z kolei każdy z tych epitopów także może być potraktowany jako antygen, a wtedy określone miejsce rzęski, do którego przyłącza się przeciwciało, też można uznać za epitop. Tak więc pojęcie epitopu zależy od skali. Najbardziej ścisłe określenie epitopu będzie oznaczać wyłącznie miejsce bezpośredniej interakcji antygenu z przeciwciałem (a konkretnie z paratopem).
Epitop pobudza układ odpornościowy silniej lub słabiej. Epitopy danego antygenu wywołujące najsilniejszą odpowiedź odpornościową u danego gatunku lub osobnika nazywa się determinantami immunodominującymi.
Struktura budowy epitopów na przykładzie antygenów białkowych może być:
- liniowa (sekwencyjna) – jest to układ kolejnych aminokwasów w łańcuchu peptydowym, rozpoznawanych przez przeciwciało
- nakładająca się – gdy aminokwasy wchodzące w skład danej determinanty (np. sekwencyjnej) wchodzą także w skład innego epitopu (np. przestrzennego)
- przestrzenna – aminokwasy epitopu sąsiadują z sobą w strukturze przestrzennej i należą do różnych łańcuchów polipeptydowych lub tego samego łańcucha, lecz nie są ułożone liniowo.

Ponieważ najczęściej rozpoznawane są epitopy przestrzenne, po denaturacji białka dochodzi do zniszczenia danego epitopu, w związku z czym zdenaturowane białko nie jest już rozpoznawane przez przeciwciało. Powstają jednak wtedy nowe epitopy (neodeterminanty), które mogą być rozpoznawane przez inne przeciwciała.